# Âm vực
Âm vực hay âm trình là độ rộng của cao độ mà một người có thể phát âm được. Mặc dù nghiên cứu về âm vực có rất ít ứng dụng thực tiễn trong những lĩnh vực về âm ngữ, nhưng nó vẫn là một chủ đề nghiên cứu của ngôn ngữ học, ngữ âm học, âm ngữ bệnh học (speech-language pathology), đặc biệt nó có liên quan đến việc nghiên cứu những ngôn ngữ có thanh điệu (tonal languages) và một số loại rối loạn phát âm. Tuy nhiên, ứng dụng lớn nhất của âm vực là trong lĩnh vực ca hát. Trong lĩnh vực này, âm vực được sử dụng như một đặc điểm để xác định và phân loại giọng hát thành những kiểu chất giọng khác nhau.

## Định nghĩa của âm vực trong ca hát
Định nghĩa rộng của âm vực đơn giản là khoảng cách từ nốt thấp nhất đến nốt cao nhất mà một người có thể phát âm được, tuy nhiên trong lĩnh vực ca hát thì định nghĩa về âm vực lại khác. Các giáo viên thanh nhạc hướng tới việc xác định âm vực là khoảng cách của những nốt "hữu ích đối với âm nhạc" mà một ca sĩ có thể hát được, vì một số các nốt mà một người có thể phát ra có thể không được coi là hữu dụng cho các ca sĩ khi trình diễn bởi nhiều lý do khác nhau. Ví dụ, trong opera tất cả các ca sĩ phải trình diễn với một dàn nhạc mà không có sự trợ giúp của micrô, do đó họ chỉ có thể hát trong âm vực gồm những nốt có thể nghe được rõ ràng. Ngược lại, âm vực của một nghệ sĩ nhạc pop lại gồm những nốt có thể nghe được với sự trợ giúp của một cái micrô.
Một yếu tố khác nữa là việc sử dụng các hình thái khác nhau trong phát âm. Con người có khả năng phát ra âm thanh bằng cách sử dụng các quá trình sinh lý khác nhau trong thanh quản. Những hình thái khác nhau của phát âm được gọi là những quãng giọng. Trong khi những con số và định nghĩa chính xác về quãng giọng là một chủ đề gây tranh cãi trong lĩnh vực ca hát, thì các ngành khoa học xác định chỉ có bốn khoảng âm: giọng siêu cao (whistle register), giọng giả hay giọng mũi (falsetto register), modal và vocal fry. Thông thường, âm vực được xác định trong quãng giọng modal, là quãng giọng mà khi nói hoặc hát bình thường người ta thường sử dụng. Tuy nhiên, một số trường hợp khác âm vực bao gồm thêm những quãng giọng khác. Ví dụ, trong opera, giọng phản nam cao (countertenor) lại thường xuyên sử dụng quãng giọng falsetto và giọng nữ cao màu sắc (coloratura soprano) hay dùng quãng giọng headvoice trên C6 nghe rất giống với whistle. Do đó, những kiểu giọng sẽ bao gồm những nốt trong các quãng giọng thuộc phạm vi âm vực của họ. Tuy nhiên, trong hầu hết các trường hợp thì chỉ có các nốt mà ca sĩ có thể sử dụng được trong quãng giọng modal được tính vào khi xác định âm vực của ca sĩ đó.